# Diòcesi de Mevania
La diòcesi de Mevania (en llatí: Dioecesis Mevanensis) és una seu suprimida i actualment seu titular de l'Església catòlica.
La diòcesi de Mevania (avui Bevagna, Umbria) té un origen antic, ja que el primer bisbe del que se'n té notícia és Sant Vicenç, mort màrtir el 303. Dels bisbes successors seus s'han mantingut alguns noms dels que van assistir als sínodes. Bevagna va ser destruïda pels llombards en el segle ix i això també determinà el final de la diòcesi.
Mevania avui sobreviu com a diòcesi titular; l'actual arquebisbe, a títol personal, és Marcello Bartolucci, secretari de la Congregació per a les Causes dels Sants.

## Cronologia de bisbes
- Sant Vincenç † (? - 303 mort)
- Justí † (segle iv)
- Innocenci † (pel 487 - després de 502)
- Marcià † (mencionat el 649)
- Fabi † (mencionat el 844)

## Cronologia de bisbes titulars
- Jesús Mateo Calderón Barrueto, O.P. † (13 març 1969 - 3 novembre 1972 nomenat bisbe de Puno)
- José de Jesús Tirado Pedraza † (25 gener 1973 - 7 desaembre 1976 nomenat arquebisbe de Monterrey)
- Fortunato Baldelli † (12 febrer 1983 - 20 novembre 2010 nomenat cardenal diaca de Sant'Anselmo all'Aventino)
- Marcello Bartolucci, des del 29 desembre 2010